# Farminhão
Farminhão é uma povoação portuguesa do Município de Viseu que foi sede da extinta Freguesia de Farminhão, freguesia que tinha 10,72 km² de área e 750 habitantes (2011), e, por isso, uma densidade populacional de 70 hab/km².
Em 2013, no âmbito da Lei n.º 11-A/2013, Freguesia de Farminhão foi extinta e o seu território inserido na então criada União das Freguesias de Boa Aldeia, Farminhão e Torredeita com sede em Torredeita.
É conhecida pelos seus famosos festejos em honra de Santa Eufémia e Nossa Senhora da Saúde, onde durante o final de Agosto e início de Setembro recebem milhares de visitantes.
Tem um campo de golfe localizado na montanha entre a serra do Caramulo e da Estrela e tem um centro hípico.

## Personalidades
Terra natal de António Gonçalves da Costa, filósofo viseense e do Capitão Leitão, um dos oficiais portugueses mais activos da tentativa revolucionária republicana do Porto.
Terra Natal de Fernando de Carvalho Ruas, antigo presidente da Câmara Municipal de Viseu.

## População
| Número de habitantes | Número de habitantes | Número de habitantes | Número de habitantes | Número de habitantes | Número de habitantes | Número de habitantes | Número de habitantes | Número de habitantes | Número de habitantes | Número de habitantes | Número de habitantes | Número de habitantes | Número de habitantes | Número de habitantes |
| -------------------- | -------------------- | -------------------- | -------------------- | -------------------- | -------------------- | -------------------- | -------------------- | -------------------- | -------------------- | -------------------- | -------------------- | -------------------- | -------------------- | -------------------- |
| 1864                 | 1878                 | 1890                 | 1900                 | 1911                 | 1920                 | 1930                 | 1940                 | 1950                 | 1960                 | 1970                 | 1981                 | 1991                 | 2001                 | 2011                 |
| 903                  | 1 068                | 1 096                | 1 088                | 1 065                | 1 002                | 994                  | 1 044                | 1 084                | 1 074                | 894                  | 852                  | 804                  | 787                  | 750                  |

## Património
- Igreja Paroquial de Farminhão;
- Capela de Santo António;
- Capela de Santa Bárbara;
- Capela de Real;
- Capela do Outeiro.

## Artesanato
- Rendas de Bilros